# سیارک ۹۰۶۷
سیارک ۹۰۶۷ (به انگلیسی: 9067 Katsuno، نامگذاری:1993HR) نه هزار و شصت و هفتمین سیارک کشف شده‌است که در ۱۶ آوریل ۱۹۹۳ کشف شد.
قدر مطلق سیارک برابر ۱۲٫۶۰ است.